# Markus Nordgård Fossland
Markus Nordgård Fossland (5 gennaio 1999) è un ex sciatore alpino norvegese.

## Biografia
Specialista delle prove veloci attivo dal dicembre del 2015, in Coppa Europa Fossland ha esordito il 5 marzo 2018 a Kvitfjell in discesa libera (48º) e ha conquistato il primo podio il 29 novembre 2021 a Zinal in supergigante (3º); nella medesima specialità il 17 dicembre successivo ha debuttato in Coppa del Mondo, in Val Gardena (39º), e il 14 febbraio 2022 ha conquistato a Oppdal l'unica vittoria, nonché ultimo podio, in Coppa Europa. In Coppa del Mondo ha ottenuto il miglior risultato il 15 dicembre 2022 in Val Gardena in discesa libera (27º) e ha preso per l'ultima volta il via il 18 febbraio 2024 a Kvitfjell in supergigante, senza completare la prova; si è ritirato al termine di quella stessa stagione 2023-2024 e la sua ultima gara in carriera è stata uno slalom speciale FIS disputato il 20 aprile a Hemsedal. Non ha preso parte a rassegne olimpiche o iridate.

## Palmarès

### Coppa del Mondo
- Miglior piazzamento in classifica generale: 156º nel 2023

### Coppa Europa
- Miglior piazzamento in classifica generale: 13º nel 2022
- 2 podi:
  - 1 vittoria
  - 1 terzo posto

#### Coppa Europa - vittorie
| Data             | Località | Paese    | Specialità |
| ---------------- | -------- | -------- | ---------- |
| 14 febbraio 2022 | Oppdal   | Norvegia | SG         |

Legenda:

SG = supergigante

### Campionati norvegesi
- 4 medaglie:
  - 2 ori (supergigante nel 2021; supergigante nel 2024)
  - 2 bronzi (discesa libera nel 2019; discesa libera nel 2022)